# Millerozyma phetchabunensis
Millerozyma phetchabunensis är en svampart som beskrevs av Tammawong, Ninomiya, Kawasaki, Boonchird & Sumpradit 2010. Millerozyma phetchabunensis ingår i släktet Millerozyma och familjen Debaryomycetaceae.   Inga underarter finns listade i Catalogue of Life.